# Alfombra mágica
Una alfombra mágica, también llamada alfombra voladora, es una legendaria alfombra que puede usarse para transportar personas, de forma que lleguen instantánea o rápidamente a su destino.

## En la literatura
Las alfombras mágicas han aparecido en la literatura desde casi la época bíblica hasta la actualidad. Aunque eran un tema principalmente árabe o indio, la popularidad de Las mil y una noches atrajo sobre ellas la atención del público occidental. Las tradiciones literarias de otras varias culturas también incluyen alfombras mágicas. La alfombra mágica de Tangu, también llamada alfombra del príncipe Hussein, era una alfombra sin ningún valor aparente procedente de Tangu (Persia) que funcionaba como alfombra mágica y aparece en cuentos de Las mil y una noches.
En el Kebra Nagast se describe la alfombra de Salomón, hecha de seda verde, y sobre ella se colocaba el trono de Salomón cuando viajaba. Regalo de la reina de Saba, era lo suficientemente grande como para que cupiese su séquito: las personas a su derecha, y los espíritus, a su izquierda. El viento cumplía las órdenes de Salomón y aseguraba que la alfombra y su contenido avanzaran en la dirección correcta. La alfombra era protegida del sol por un dosel de pájaros.
En los cuentos populares rusos, Baba Yagá obsequia a Iván el Tonto con una alfombra voladora o algún otro regalo mágico (por ejemplo, una bola que rueda frente al héroe indicándole el camino o una toalla que puede convertirse en puente). Estos regalos ayudan al héroe a hallar su camino durante sus aventuras. El pintor ruso Víktor Vasnetsov ilustró estas historias representando una alfombra voladora en dos ocasiones.
En La visita al Cielo del capitán Stormfield de Mark Twain se usan alfombras que cumplen los deseos para viajar instantáneamente por el Cielo.

## Véase también

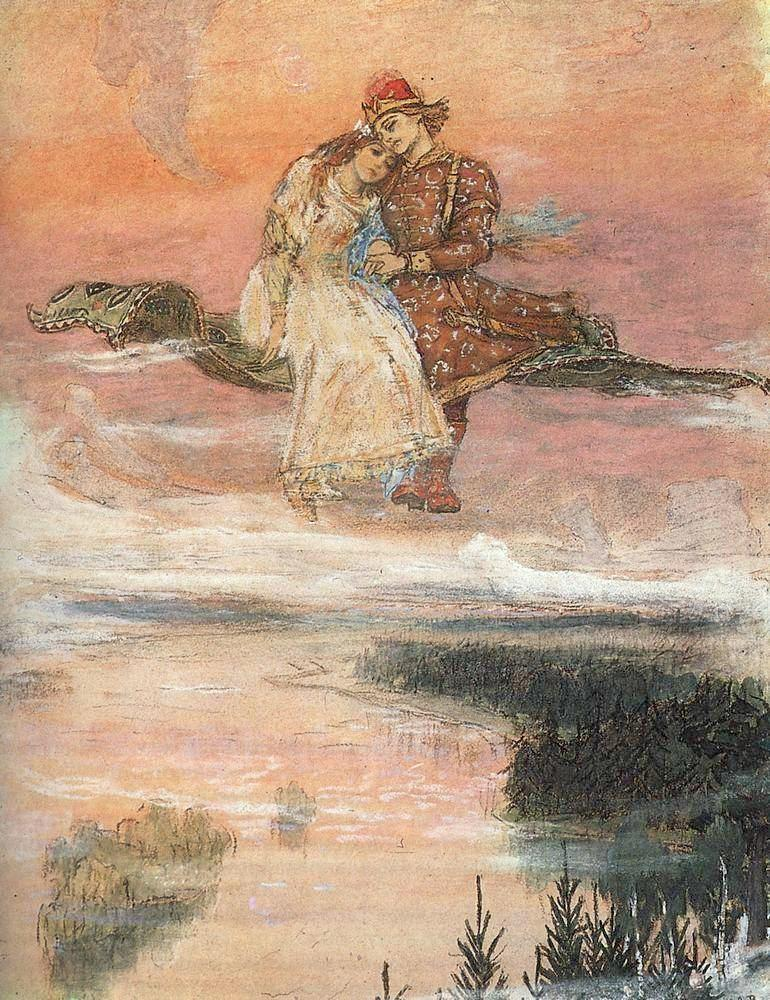
Otra recreación de Vasnetsov del mismo tema.